# كأس شمال مقدونيا 1998–99
كأس شمال مقدونيا 1998–99 هو موسم من كأس مقدونيا. فاز فيه نادي فاردار.